# La Vacquerie-et-Saint-Martin-de-Castries
La Vacquerie-et-Saint-Martin-de-Castries (okzitanisch: La Vacariá e Sant Martin de Castrias) ist ein Ort und eine südfranzösische Gemeinde mit 202 Einwohnern (Stand: 1. Januar 2022) im Département Hérault in der Region Okzitanien (vor 2016: Languedoc-Roussillon). Die Gemeinde gehört zum Arrondissement Lodève und zum Kanton Lodève. Die Einwohner werden Vacquerois genannt.

## Lage
La Vacquerie-et-Saint-Martin-de-Castries liegt etwa 39 Kilometer nordwestlich von Montpellier. Umgeben wird La Vacquerie-et-Saint-Martin-de-Castries von den Nachbargemeinden Saint-Maurice-Navacelles im Norden und Osten, Saint-Guilhem-le-Désert im Osten und Südosten, Montpeyroux im Süden, Saint-Privat im Süden und Südwesten, Saint-Pierre-de-la-Fage im Westen sowie Saint-Michel im Nordwesten.

## Geschichte
1832 wurden die bis dahin eigenständigen Gemeinden La Vacquerie und Saint-Martin-de-Castries zusammengelegt.

## Bevölkerungsentwicklung
| Jahr                      | 1962 | 1968 | 1975 | 1982 | 1990 | 1999 | 2006 | 2013 |
| Einwohner                 | 102  | 109  | 81   | 85   | 103  | 118  | 133  | 173  |
| Quelle: Cassini und INSEE |      |      |      |      |      |      |      |      |

## Sehenswürdigkeiten
- Dolmen von Coste-Caude und Dolmen von Ferrussac-Esquirol

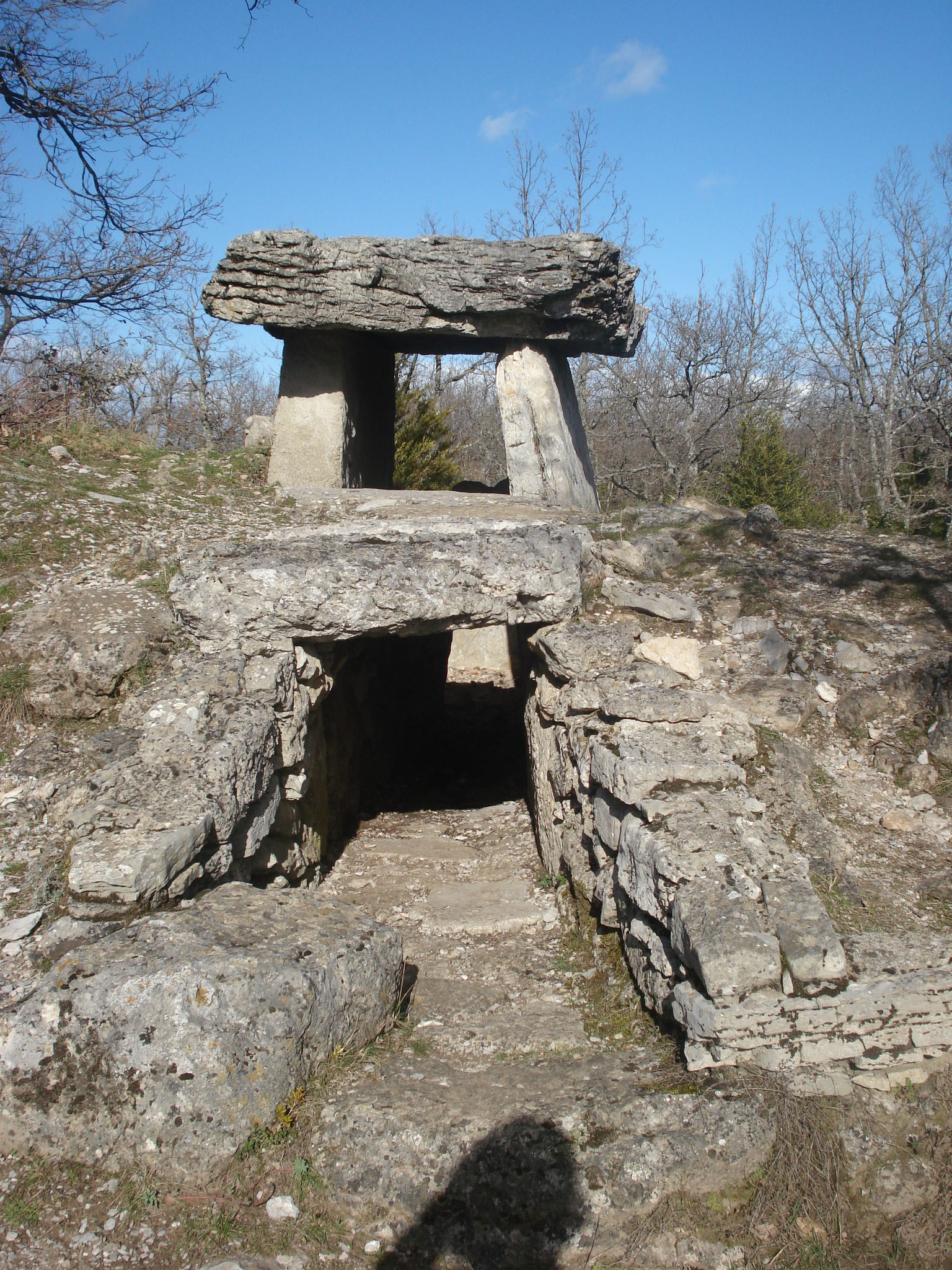
Dolmen bei Ferrussac
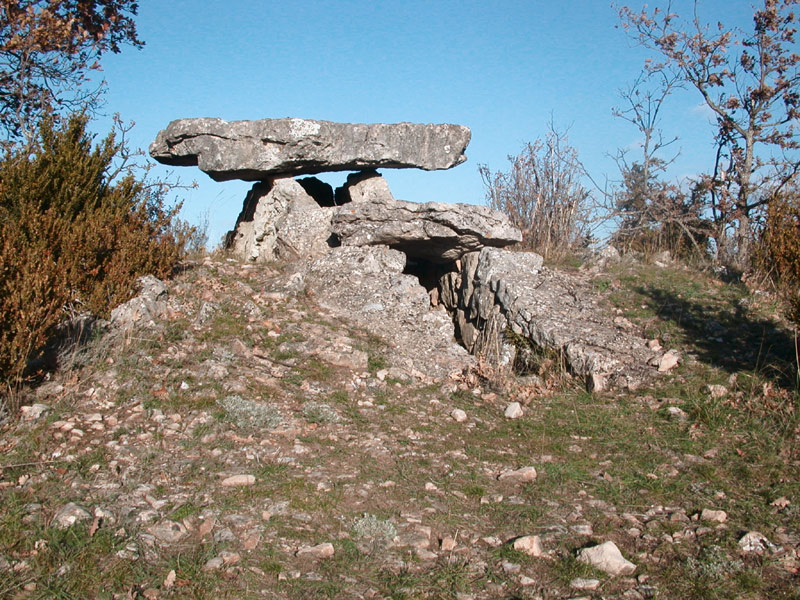
Dolmen Costa Caouda